# 彩菜
彩菜（12月29日—）是一名日本女性歌手。主要以電腦遊戲及電視動畫的主題曲為主。血型B型。

## 概要
- 1999年，為Key發行的遊戲《Kanon》演唱主題曲《Last regrets》、出道。
- 2007年10月11日在網誌上報告了結婚與懷孕的消息[1]，2008年3月31日在網誌上報告順利產下男嬰的消息[2]。

## 作品

### 以彩菜名義
- 『Kanon』「Last regrets」「風の辿り着く場所」（1999年6月）
- 『Last regrets / Place of wind which arrives』 「Last regrets」「風の辿り着く場所」（1999年11月 Key）
- I've Girls Compilation vol.1『regret』 「Last regrets」「風の辿り着く場所」（1999年12月 I've）
- I've Girls Compilation vol.2『verge』 「freak of nature：start」「freak of nature：end」「uneasy」（2000年7月 I've）
- 『Kanon Standard Edition』「Last regrets」「風の辿り着く場所」（2000年1月）
- 『プラチナ』サウンドトラック 「White distance」（2002年1月）
- 『Kanon Original SoundTrack』「Last regrets」「風の辿り着く場所」（2002年10月 Key Sounds Label）
- 『朱 -Aka-』 完全版2枚組 オリジナルサウンドトラック 「砂銀」（2003年12月）
- 『feel so good!! feel original re-arrange/remix album #001』「砂銀」（2003年12月）
- 『あののの。』「朱」「道標」（2003年12月）
- 『flower feel vocal showcase:001』「パステルカラーの奇跡」（2004年2月）
- 『Best of verve-circle I've found the fountains of paradise』「Sky Gray」（2004年8月）
- I've Remix Style『Mixed up』「verge（Mixed up ver.）」（2004年12月 I've）
- 『ANGEL TYPE』サウンドトラックCD-『Legato』「Monologue」「Catharsis」「LOVES」（2005年10月）
- Live DVD 『I've in BUDOKAN 2005 〜Open the Birth Gate〜』（2006年6月 I've）
- Live DVD 『I've in BUDOKAN 2005 〜COMPLETE EDIT〜』（2006年11月 I've）
- 『Last regrets/風の辿り着く場所』（2006年12月 Key Sounds Label）オリコン40位

### 以blue velvet名義
- 1st ALBUM 『Open〜』（2000年8月）
- MAXI SINGLE 『I Am Calling You』（2001年6月）
- 2nd ALBUM 『RESCUE』（2001年8月）
- 2nd SINGLE （2002年12月）
- 3rd ALBUM 『The Acoustic Side』（2003年4月）
- 4th ALBUM 『Another World』（2004年12月，片尾曲）

## 電視
- I LOVE MUSIC（東京都會電視台，旁白）（放送完畢）

## 廣播
- （[「lang] 错误：{{Lang}}：无效参数：|3=（帮助））（放送完畢）

## 註解
1. ↑  . 2007-10-11  [2011-03-03]. （原始内容存档于2016-03-05）.
2. ↑  . 2008-03-31  [2011-03-03]. （原始内容存档于2011-07-22）.

## 外部連結
- （日語） Ayana's Diary - livedoor Blog（ブログ） （页面存档备份，存于）
- （日語） 彩菜オフィシャルサイト～AYANA ROOM～
- （日語） blue velvet homepage